# Juan José Imbroda

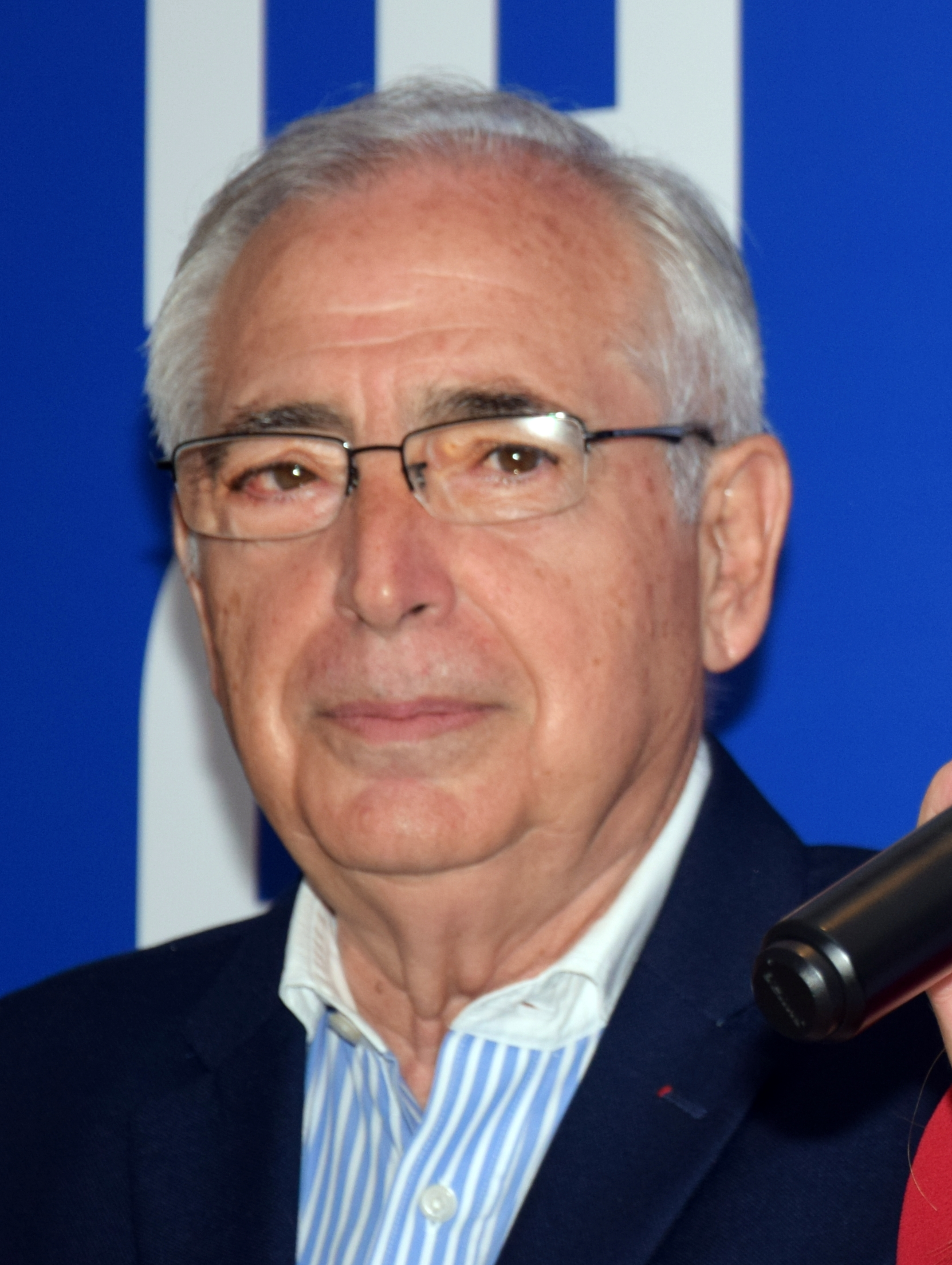
Juan José Imbroda Ortiz (2016)

Juan José Imbroda Ortiz (* 24. Juni 1944 in Melilla) ist ein spanischer Politiker der Partido Popular (PP), der seit dem 12. März 2000 Mitglied des Senats (Senado) ist. Vom 20. Juli 2000 bis zum 22. Juni 2019 war er zudem Präsident der in Marokko liegenden, aber zu Spanien gehörenden autonomen Exklave Melilla.

## Leben
Juan José Imbroda Ortiz war nach einem Studium als Professor für Handelsbetriebslehre, von 1979 bis 1988 als Steuerberater sowie zwischen 1988 und 1997 als Manager in einem Wirtschaftsunternehmen und danach als Unternehmensberater tätig. 1979 wurde er für die Liste der Unión de Centro Democrático (UCD) zum Ersten Vize-Bürgermeister von Melilla gewählt und bekleidete diesen Posten bis 1983. 1985 trat er der neu gegründeten Unión del Pueblo Melillense (UPM) bei, für die er 1987 zum Mitglied des Stadtrates von Melilla gewählt wurde. Nach der Erlangung der Autonomie am 14. März 1995 wurde erstmals Deputierter des Parlaments von Melilla, der Asamblea de Melilla, und gehört dieser seither an.
Am 12. März 2000 wurde Imbroda für die zur Partido Popular (PP) gehörende UPM erstmals zum Mitglied des Senats (Senado) gewählt und gehört diesem ebenfalls seither an. In der siebten Legislaturperiode war er dort zwischen dem 17. April 2000 und dem 1. April 2004 stellvertretender Sprecher der PP-Gruppe und zugleich vom 10. Mai 2000 bis zum 29. September 2003 Mitglied des Finanzausschusses (Comisión de Haciend) sowie zwischen dem 17. Mai 2000 und dem 7. Februar 2002 zudem Mitglied des Ausschusses für die autonomen Gemeinschaften (Comisión General de la Comunidades Autónomas). Am 20. Juli 2000 löste er Mustafa Hamed Moh Mohamed Aberchán als Präsident der in Marokko liegenden zu Spanien gehörenden autonomen Exklave Melilla (Presidente de la Ciudad Autónoma de Melilla) ab und bekleidete dieses Amt seither. In der siebten Legislaturperiode war er vom 3. Oktober 2003 bis zum 20. Januar 2004 zudem Mitglied des Auswärtigen Ausschusses des Senats (Comisión de Asuntos Exteriores). Seit dem Anschluss der UPM zur PP ist er seit 2003 Präsident der Partido Popular von Melilla.
In der achten Legislaturperiode des Senats war er vom 12. Mai 2004 bis zum 31. März 2008 stellvertretender Mitglied des Ständigen Ausschusses (Diputación Permanente del Senado) sowie zugleich vom 12. Mai 2004 bis zum 14. Januar 2008 als Mitglied des Antragsausschusses (Comisión de Suplicatorios). Außerdem fungierte er vom 12. Mai 2004 bis 1. März 2005 erneut als Mitglied des Ausschusses für die autonomen Gemeinschaften sowie zwischen dem 13. September 2004 und dem 14. Januar 2008 als Mitglied des Verteidigungsausschusses (Comisión de Defensa). Am 3. Oktober 2005 wurde Melilla erneut das Ziel eines Massenansturms afrikanischer Migranten. Bis zu 800 Menschen versuchten, den sechs Meter hohen Metallzaun zu überwinden. Rund 300 von ihnen drangen auf spanisches Territorium vor. Melillas Stadtoberhaupt Juan José Imbroda machte indirekt marokkanische Behörden für den Vorfall verantwortlich. Eine Lösung könnte nur „von der anderen Seite der Grenze“ kommen, sagte er daraufhin. In der neunten Legislaturperiode des Senats war er zwischen dem 13. Mai 2008 und dem 12. Dezember 2011 Mitglied des Ständigen Ausschusses, vom 13. Mai 2008 bis zum 26. September 2011 Vorsitzender des Immunitätsausschusses (Comisión de Incompatibilidades) sowie zwischen dem 13. Mai 2008 und dem 26. September 2011 Mitglied des Petitionsausschusses (Comisión de Peticiones). Darüber hinaus fungierte er vom 16. Oktober 2008 bis zum 26. September 2011 als stellvertretender Sprecher des Verteidigungsausschusses. Bei den Regional- und Kommunalwahlen am 22. Mai 2011 errang die PP mit 16.820 Stimmen (53,93 %) die absolute Mehrheit und stellte 15 der 25 Mitglieder des Stadtrates von Melilla. Die Coalición por Melilla (CpM) erhielt mit 7.391 Stimmen (23,7 %) sechs Sitze, die Partido Socialista Obrero Español (PSOE) mit 2.661 Stimmen (8,53 %) nur noch zwei statt bislang fünf Sitze sowie die Partido Populares en Libertad (PPL) des ehemaligen von 1991 bis 1998 regierenden PP-Bürgermeisters Ignacio Velázquez Rivera 2.128 Stimmen (6,82 %) und stellte ebenfalls zwei Mitglieder des Stadtrates von Melilla.
In der darauf folgenden zehnten Legislaturperiode des Senats war Juan José Imbroda vom 24. Januar bis zum 16. Juli 2012 zunächst stellvertretendes Mitglied sowie anschließend zwischen dem 17. Juli 2012 und dem 12. Januar 2016 Mitglied des Ständigen Ausschusses. Zusätzlich war er vom 24. Januar 2012 bis zum 26. Oktober 2015 Vorsitzender des Ausschusses für die autonomen Gemeinschaften sowie zwischen dem 24. Januar 2012 und dem 26. Oktober 2015 Mitglied des Verteidigungsausschusses und vom 24. Januar 2012 bis zum 28. August 2015 Mitglied des Immunitätsausschusses. In der elften Legislaturperiode des Senats war er zwischen dem 9. Februar und dem 18. Juli 2016 wieder Mitglied des Ständigen Ausschusses sowie vom 9. Februar bis zum 2. Mai 2016 abermals Vorsitzender des Ausschusses für die autonomen Gemeinschaften. In der derzeitigen zwölften Legislaturperiode des am 12. Juni 2016 gewählten Senats ist er wieder Mitglied des Ständigen Ausschusses, Vorsitzender des Ausschusses für die autonomen Gemeinschaften sowie Erster Vize-Vorsitzender der Gemeinsamen Kommission der Ausschüsse für autonome und konstitutionelle Gemeinschaften (Comisión Conjunta de las Comisiones General de las Comunidades Autónomas y Constitucional).
Am 15. Juni 2019 scheiterte seine erneute Wiederwahl zum Präsidenten der autonomen Stadt knapp, da er in der Melilla-Versammlung nur 12 von 25 Stimmen erhielt. Eine Woche später, am 22. Juni, wurde sein Nachfolger Eduardo de Castro in das Amt eingeführt.

## Familie
Sein jüngerer Bruder ist der verstorbene Basketballtrainer und Partido Popular-Politiker Francisco Javier Imbroda Ortiz (1961–2022), der zwischen 2001 und 2002 Trainer der spanischen Basketballnationalmannschaft war und ab dem 27. Dezember 2018 dem Parlament von Andalusien (Parlamento de Andalucía) als Mitglied angehörte. Javier Imbroda war zudem ab dem 22. Januar 2019 Minister für Bildung und Sport (Consejero de Educación y Deporte de la Junta de Andalucía) der autonomen Gemeinschaft Andalusien.